# جرج رامنی (نقاش)
جرج رامنی (به انگلیسی: George Romney) (متولد ۲۶ دسامبر ۱۷۳۴ - درگذشت ۱۵ نوامبر ۱۸۰۲) نقاش تصویر انگلیسی بود. او شیک‌ترین هنرمند زمان خود بود، که نقاشی چهره‌های سرشناس اجتماعی، از جمله موز، اما همیلتون، رفیقه هوریشیو نلسون را کشیده است.

## دوران اولیه و زندگانی
در اکتبر ۱۷۵۶، رامنی با مری ابوت ازدواج کرد، ولی هنگامی که از طرف کارفرما، به یورک فراخوانده شد، بلافاصله این زوج، از هم جدا شدند. پس از یک سال، استیل برای لغو کارآموزی (شاگردی)، سرانجام با درخواست جرج موافقت کرد و هنرمند جوان (که اکنون پدر شده بود) را برای رسیدن به حرفه نقاشی‌گری اش رها کرد.

## نگارخانه

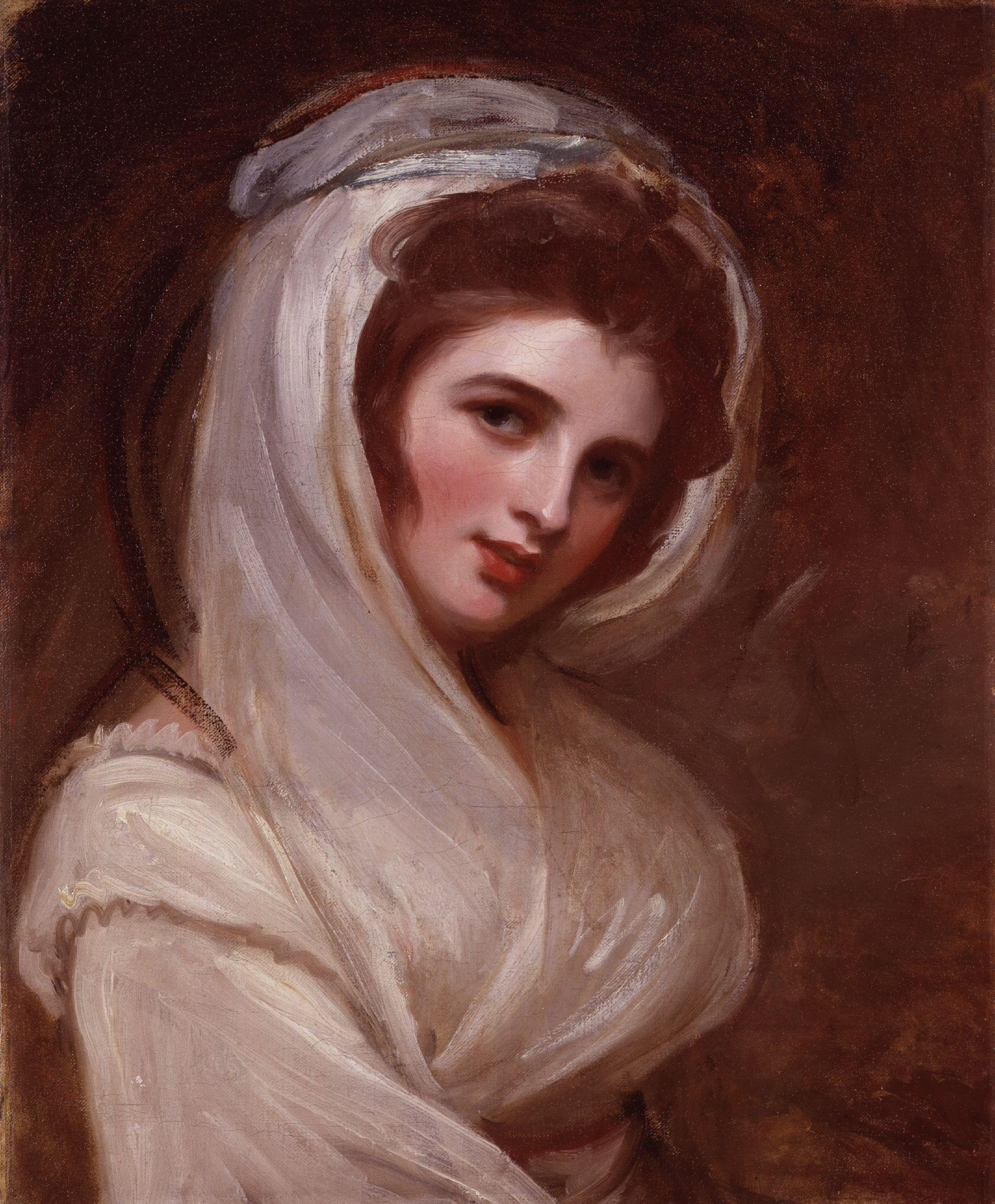
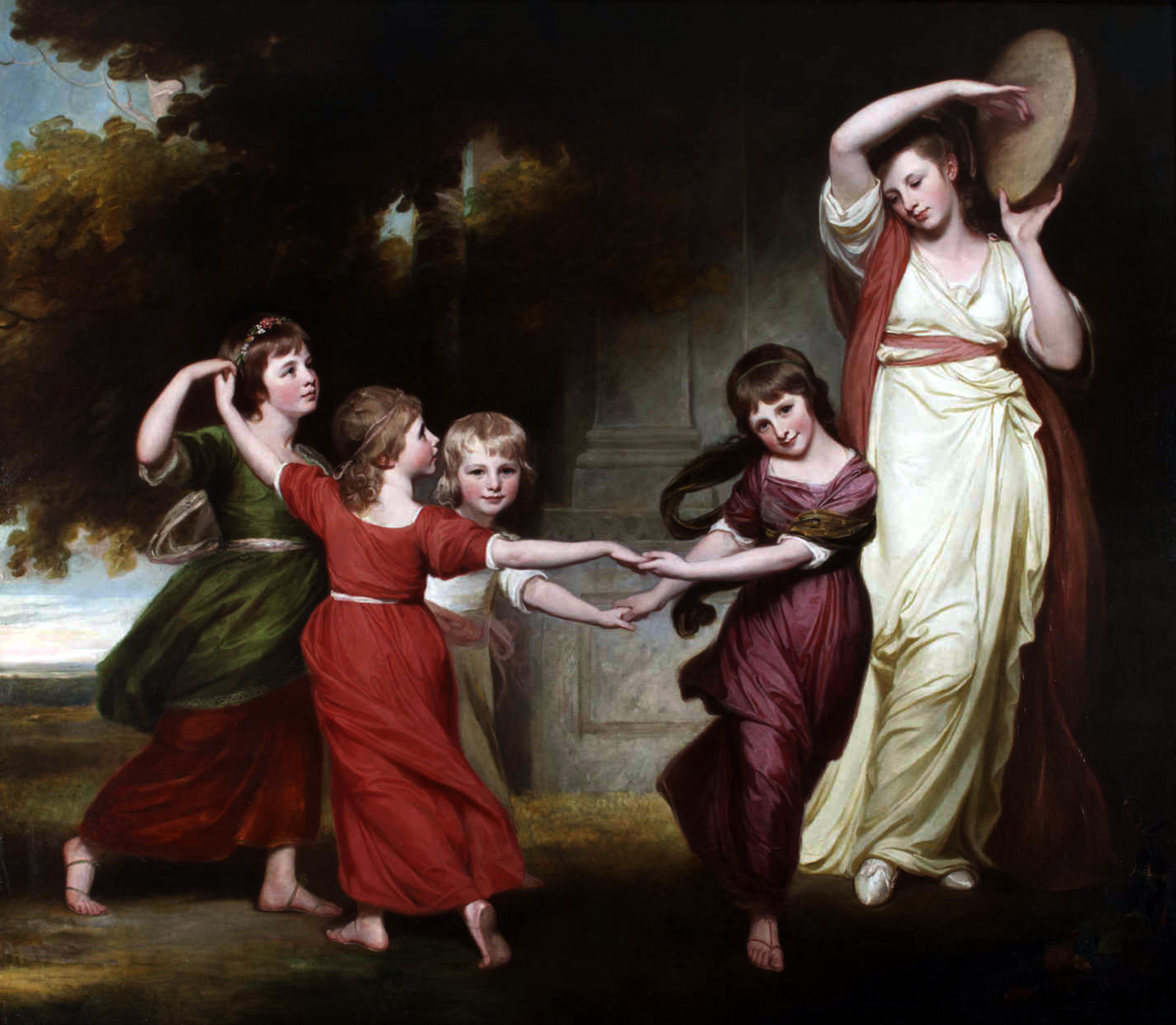
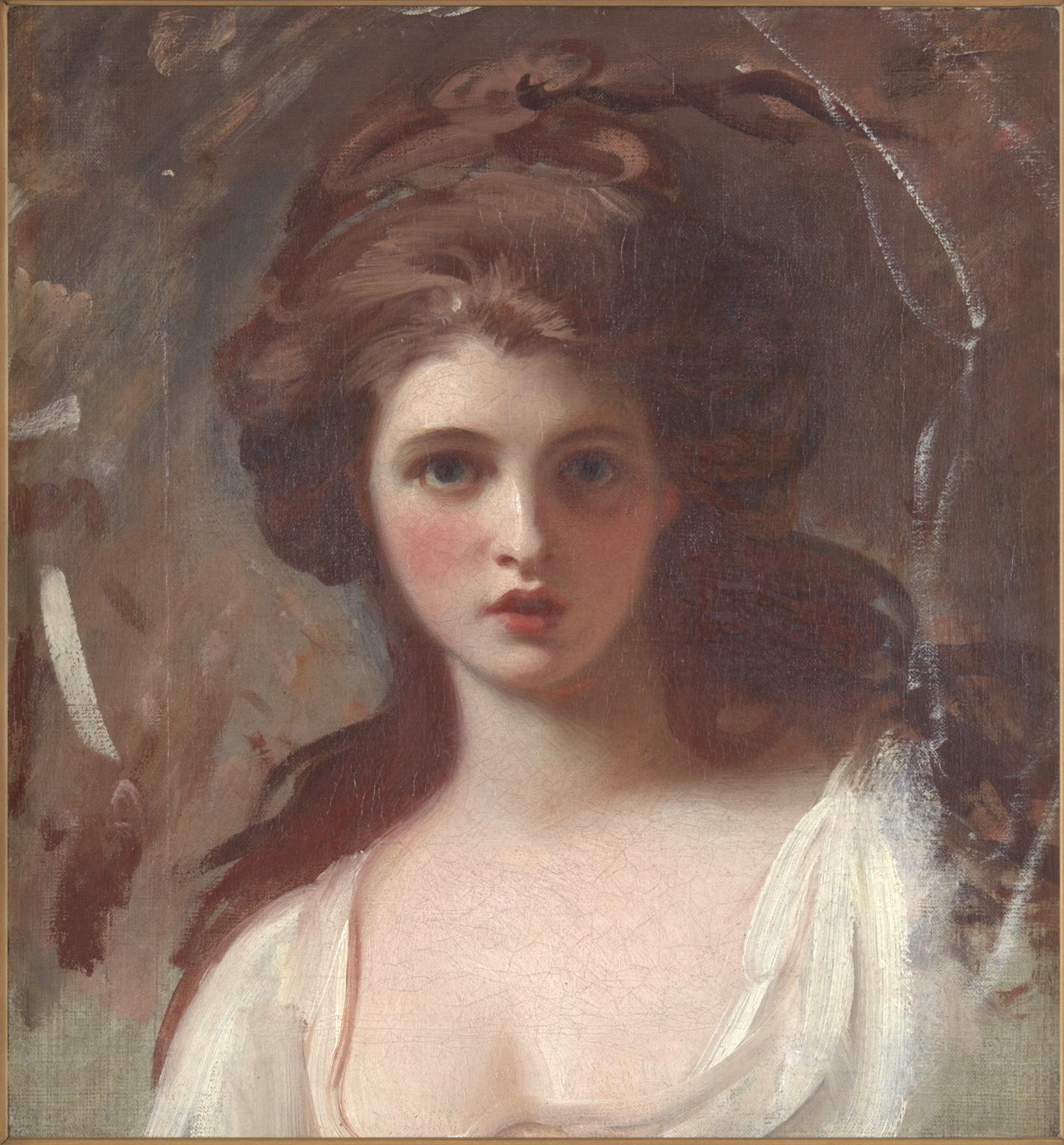
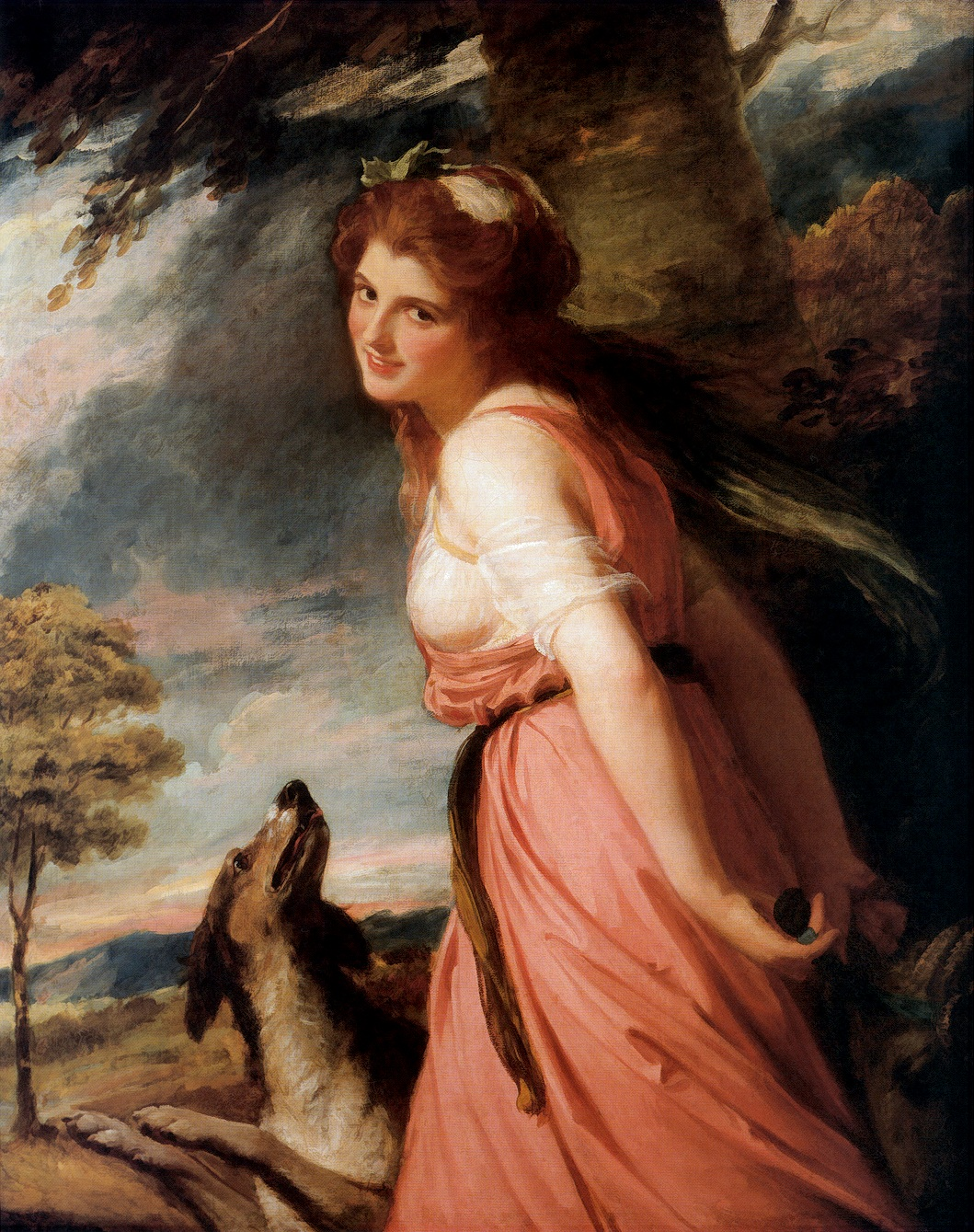
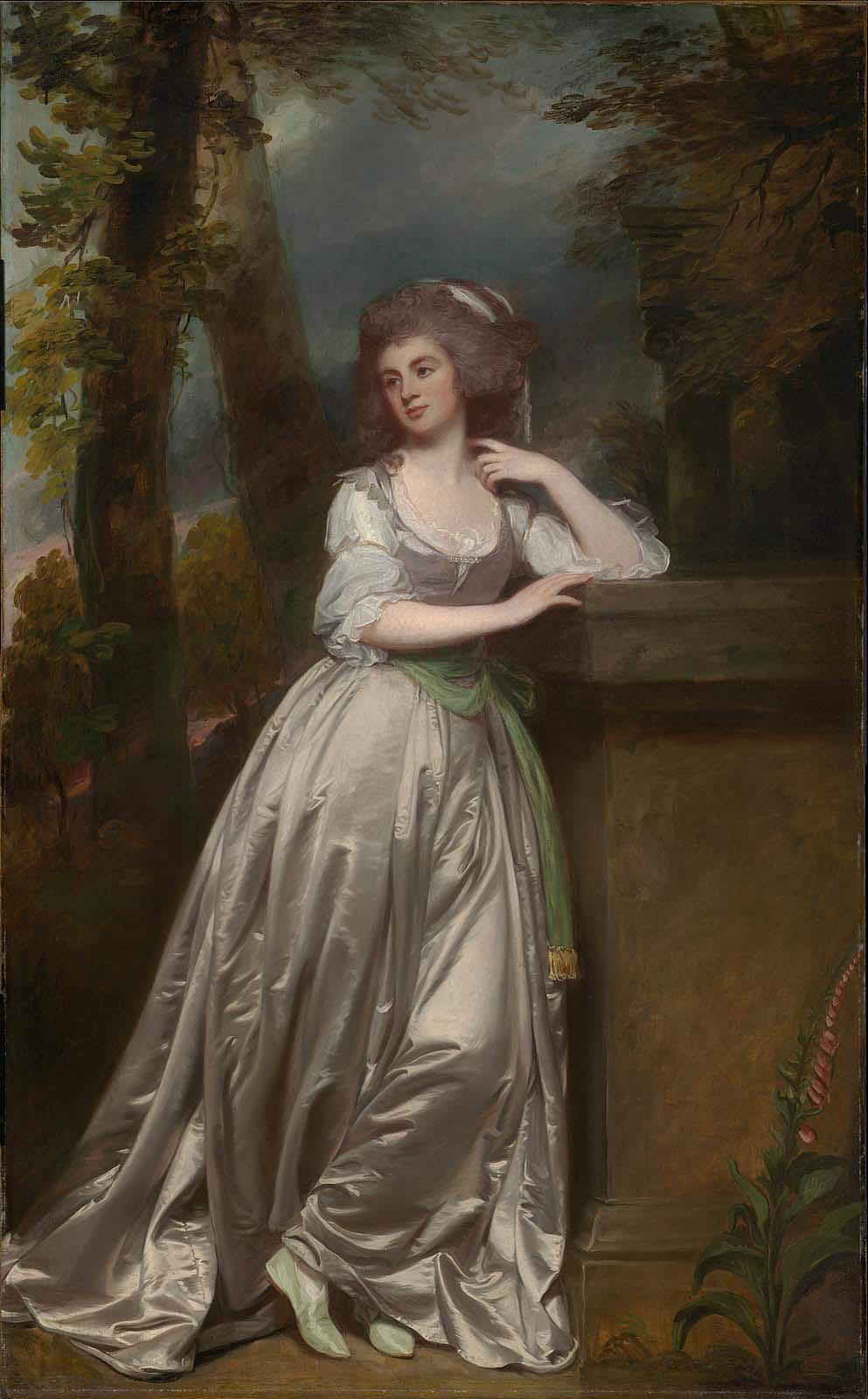
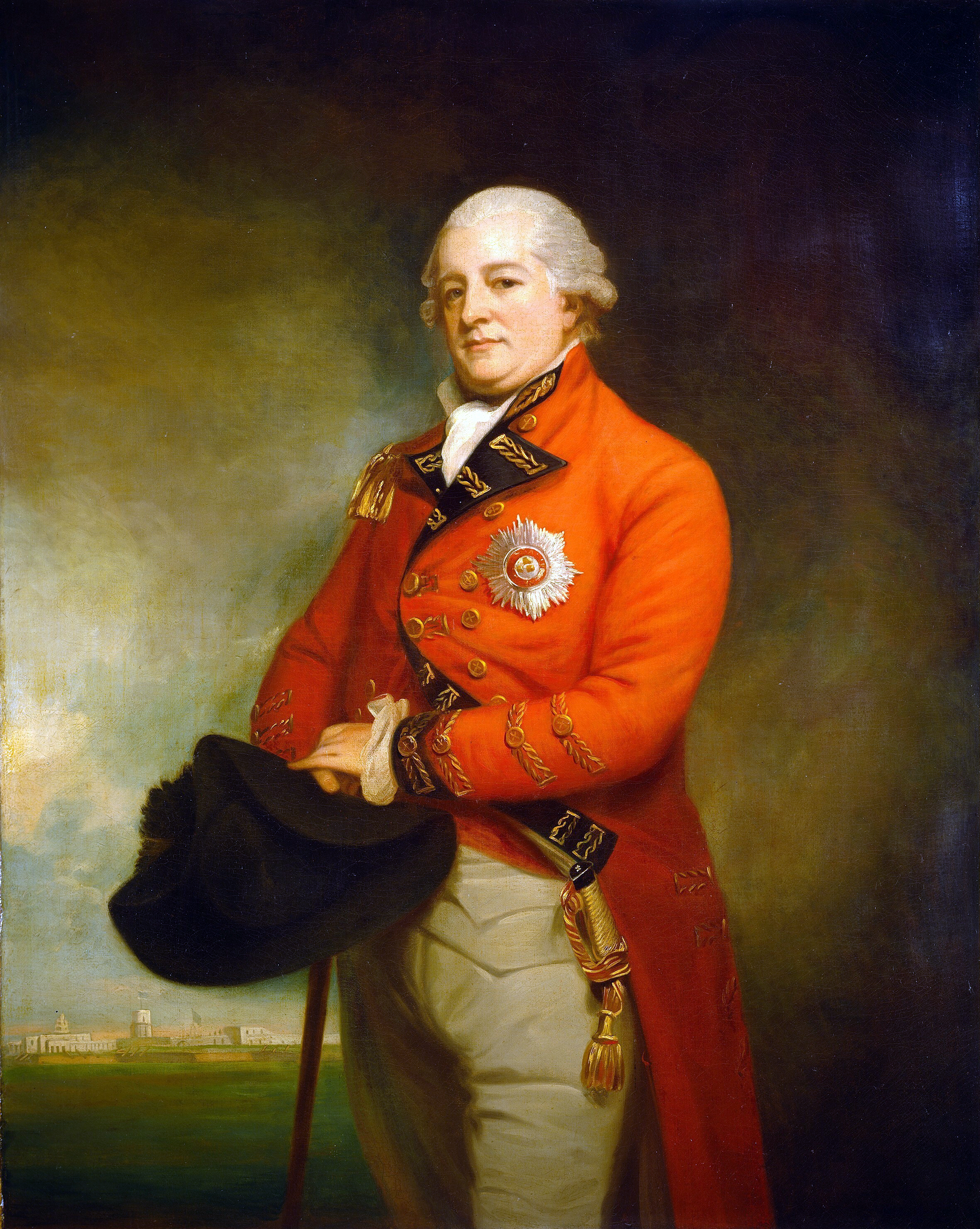